# Guardamar del Segura
Guardamar del Segura è un comune spagnolo della provincia di Alicante nella comunità autonoma Valenciana. Situato sulla costa sud-orientale della provincia fa parte della comarca della Vega Baja del Segura. Conta 15.348 abitanti (dati INE 2019).
La località, affacciata sulla Costa Blanca, è conosciuta per le numerose spiagge di cui dispone e per la sua pineta appositamente creata agli inizi del XX secolo per contrastare l'avanzamento delle dune litorali mobili che provocavano gravi danni all'agricoltura locale. 
All'interno del territorio comunale si trovano inoltre la foce del fiume Segura e la Torreta de Guardamar, un'antenna radio militare che, con i suoi 370 metri d'altezza, è la struttura più alta della penisola iberica.

## Popolazione e lingua
Dei circa 15.000 abitanti residenti a Guardamar il 60% è di nazionalità spagnola (dati INE 2015). Fra gli stranieri residenti la nazionalità più numerosa è quella britannica con il 9%.
Guardamar è il comune più meridionale della regione nel quale il valenciano è lingua co-ufficiale. È pertanto utilizzato, congiuntamente allo spagnolo, in tutti gli atti ufficiali dell'amministrazione comunale. Come in altre zone della Comunità Valenciana, l'utilizzo del valenciano si è notevolmente ridotto nel corso del XX secolo a favore dello spagnolo. Il motivo principale di questo fenomeno è il notevole sviluppo turistico ed economico conosciuto dalla zona che ha moltiplicato la popolazione del comune negli ultimi decenni attraendo persone da altre zone della Spagna oltre che a numerosi stranieri.

## Spiagge
Il territorio comunale di Guardamar dispone di 11 km di costa e di 8 spiagge, tutte sabbiose. Di seguito l'elenco da nord a sud.
- Tossals - la spiaggia più settentrionale di Guardamar al confine con il comune di Elche. Misura 500 m di lunghezza e 50 m di larghezza. È l'unica spiaggia della località posta alla sinistra del fiume Segura e vi si pratica il naturismo.
- Vivers - 1.300 m di lunghezza;
- Babilonia - conosciuta per le caratteristiche case dei pescatori a ridosso del mare;
- Centro - con i suoi 2.600 m è la spiaggia più lunga di Guardamar, bandiera blu dal 1987;
- La Roqueta - 1.180 m di lunghezza, bandiera blu dal 1987;
- Moncayo - 1.460 m di lunghezza, bandiera blu;
- Camp - 1.200 m di lunghezza;
- Les Ortigues - la spiaggia più meridionale di Guardamar al confine con il comune di Torrevieja. Misura 700 m di lunghezza e 40 m di larghezza.

## Infrastrutture e trasporti
Guardamar è attraversata dalla strada nazionale N-332 e dista 9 km dall'autostrada AP-7. La cittadina dispone di un'autostazione (Estación de Autobuses de Guardamar) con collegamenti diretti per Torrevieja, Elche, Alicante e Madrid. L'aeroporto più vicino è quello di Alicante-Elche a 30 km di distanza.

## Galleria d'immagini

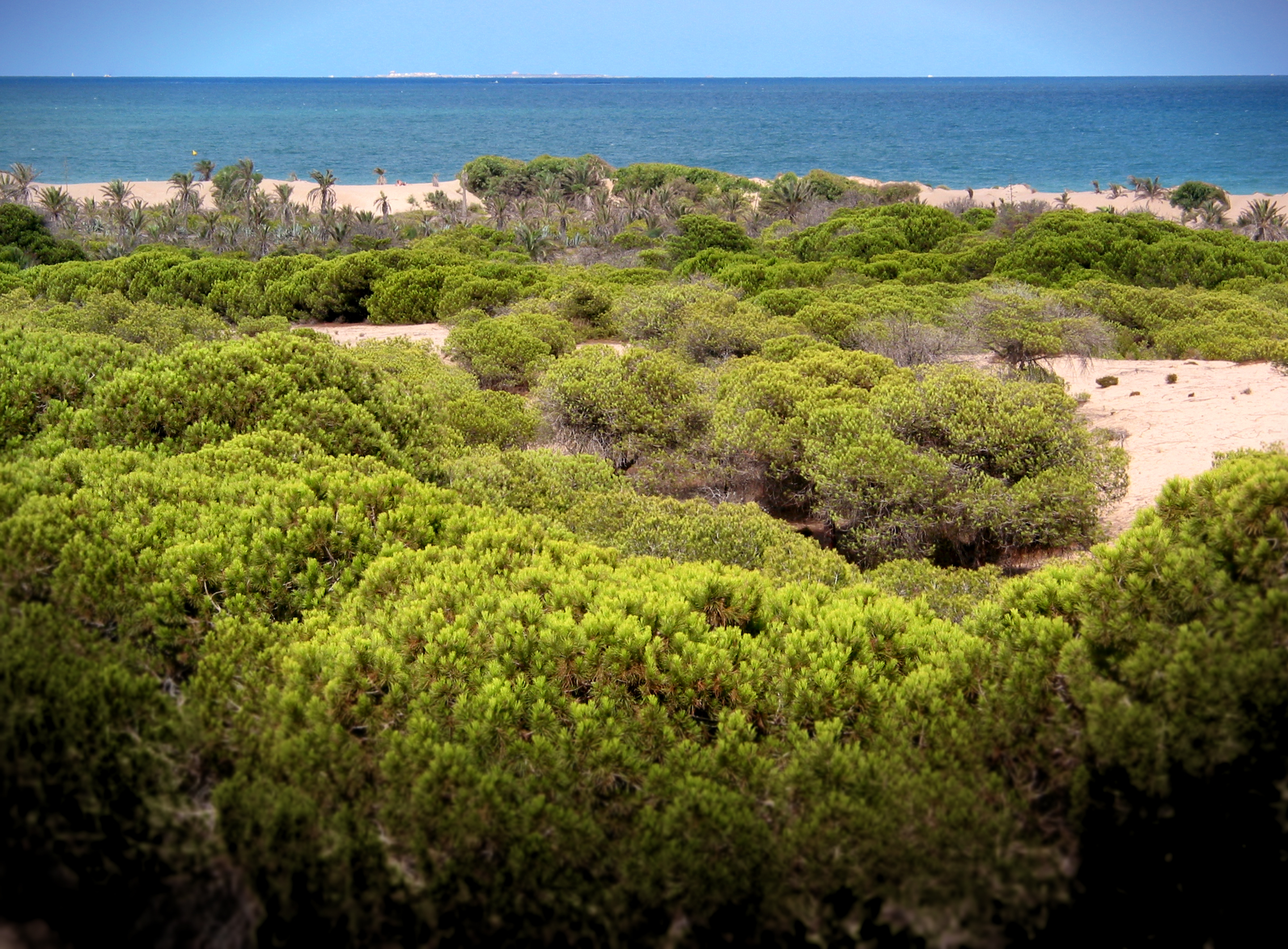
Dune e pineta
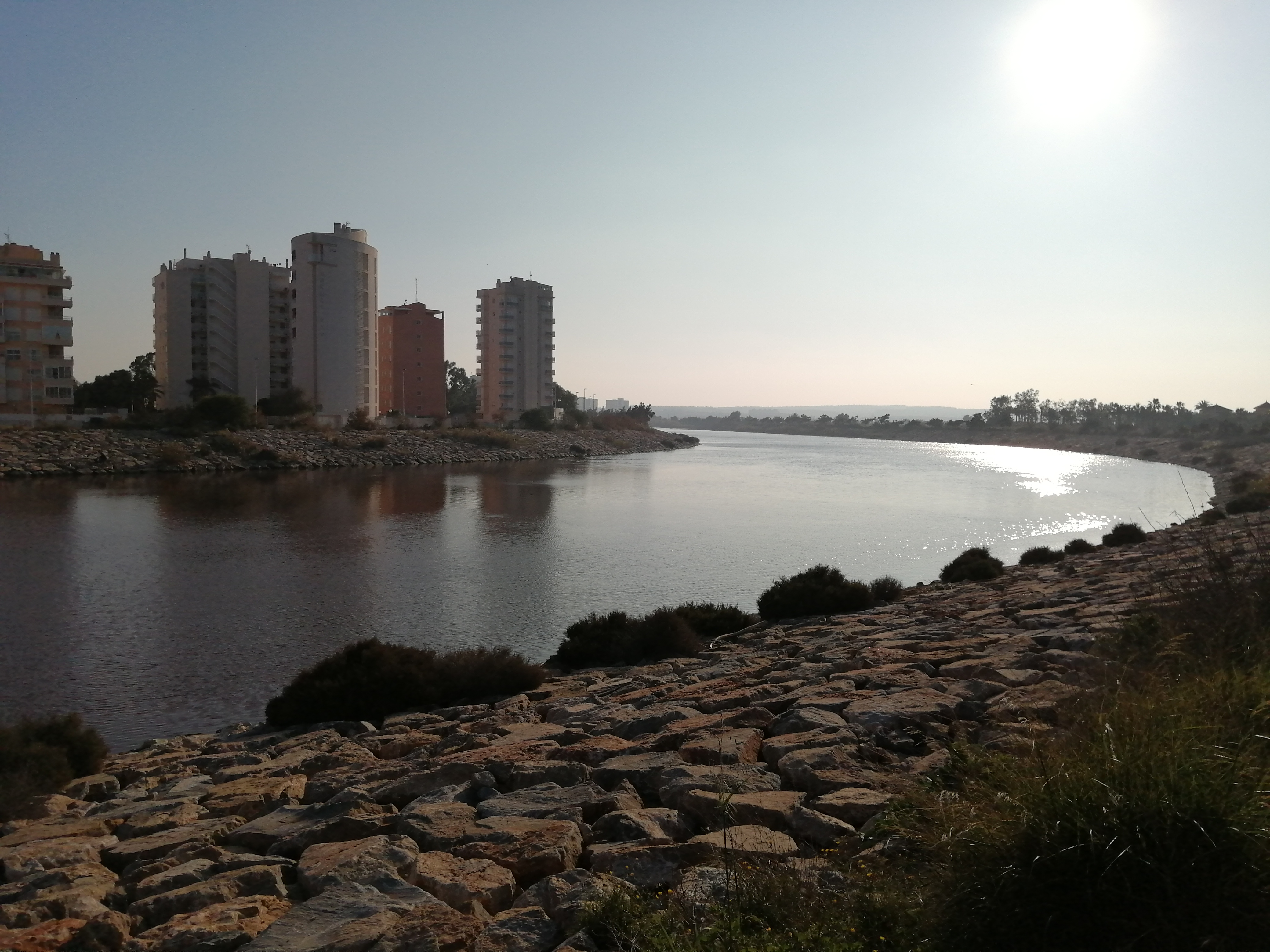
Il fiume Segura
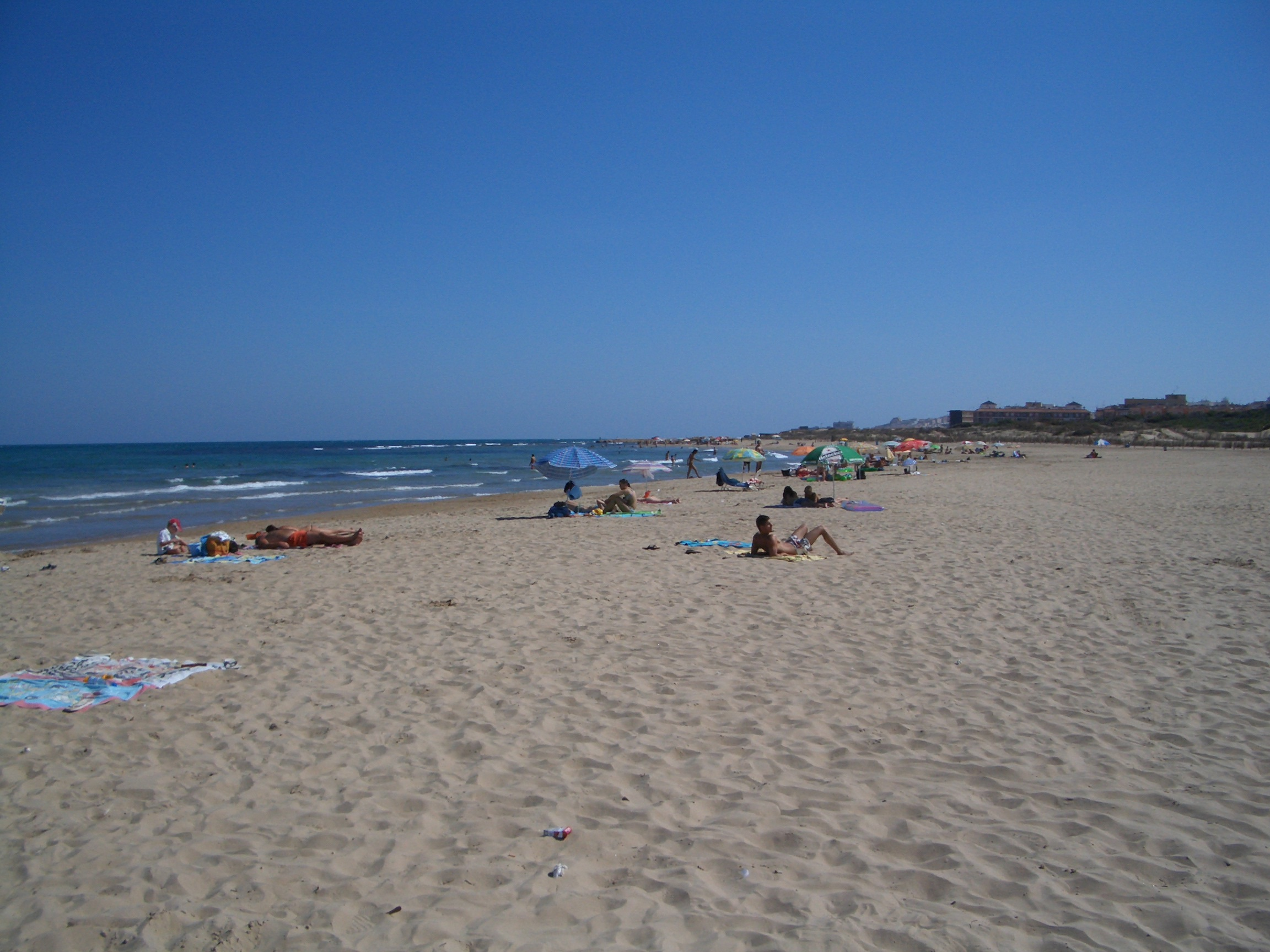
Spiaggia di Moncayo
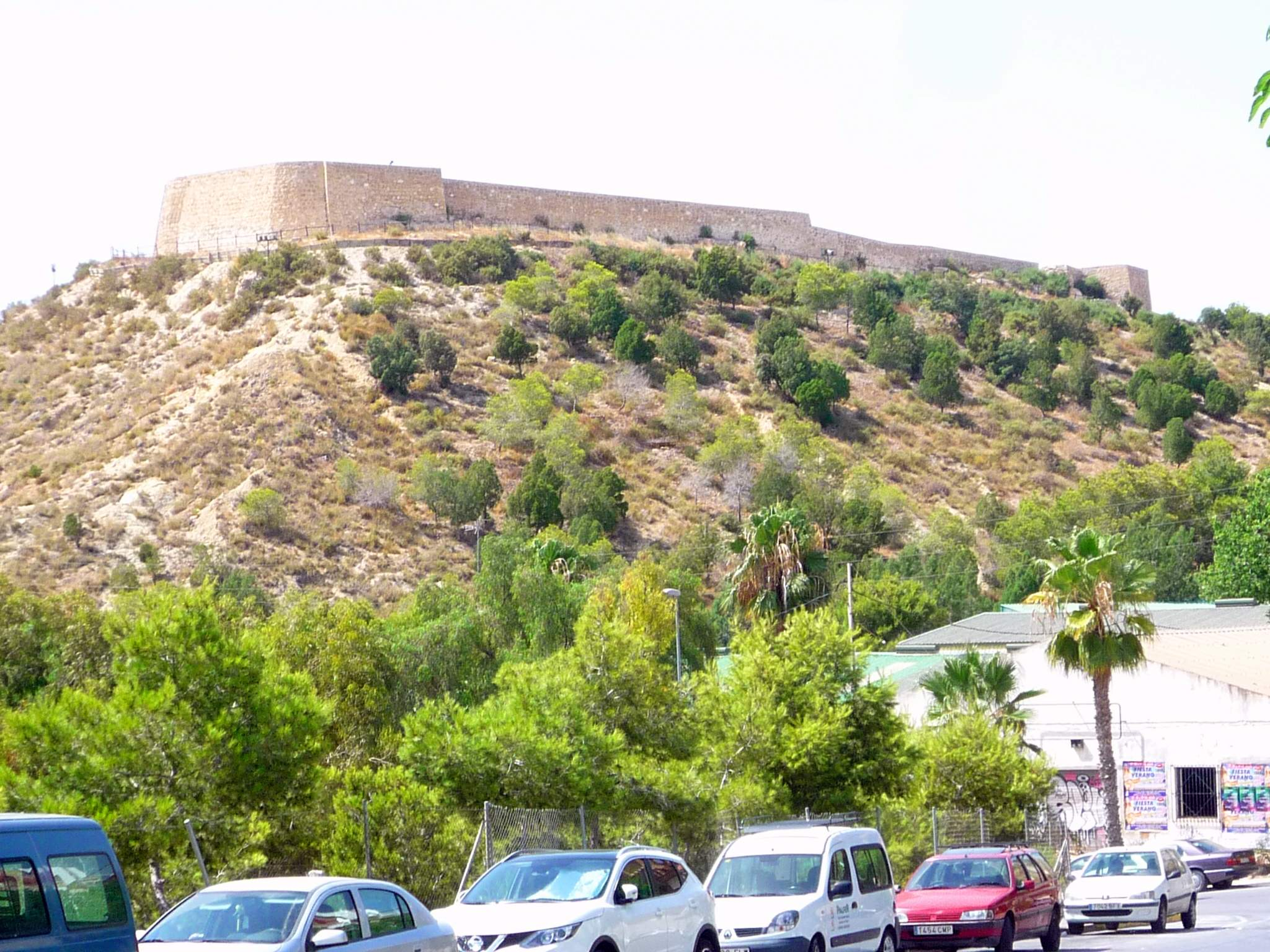
Il castello
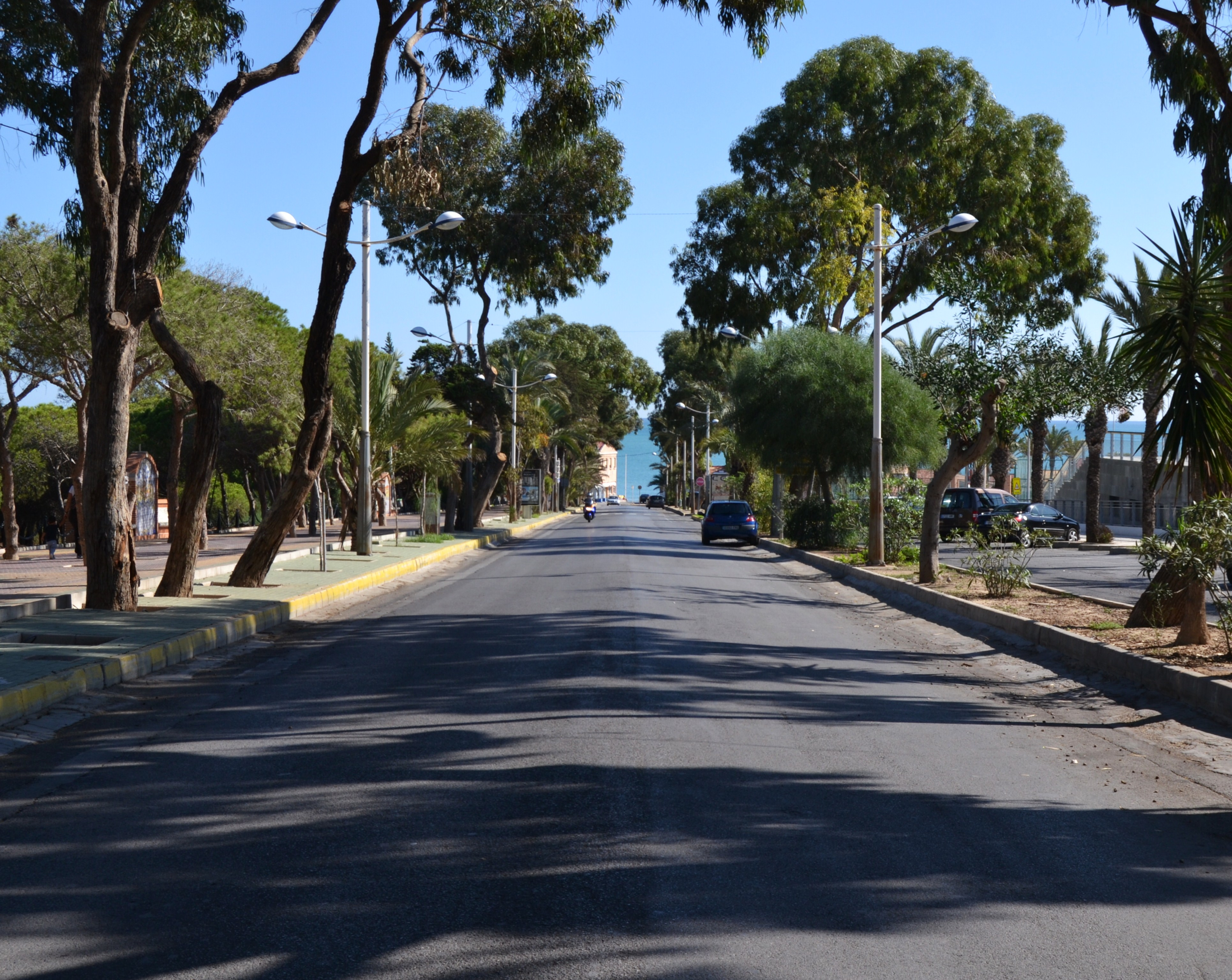
La Carretera a la playa
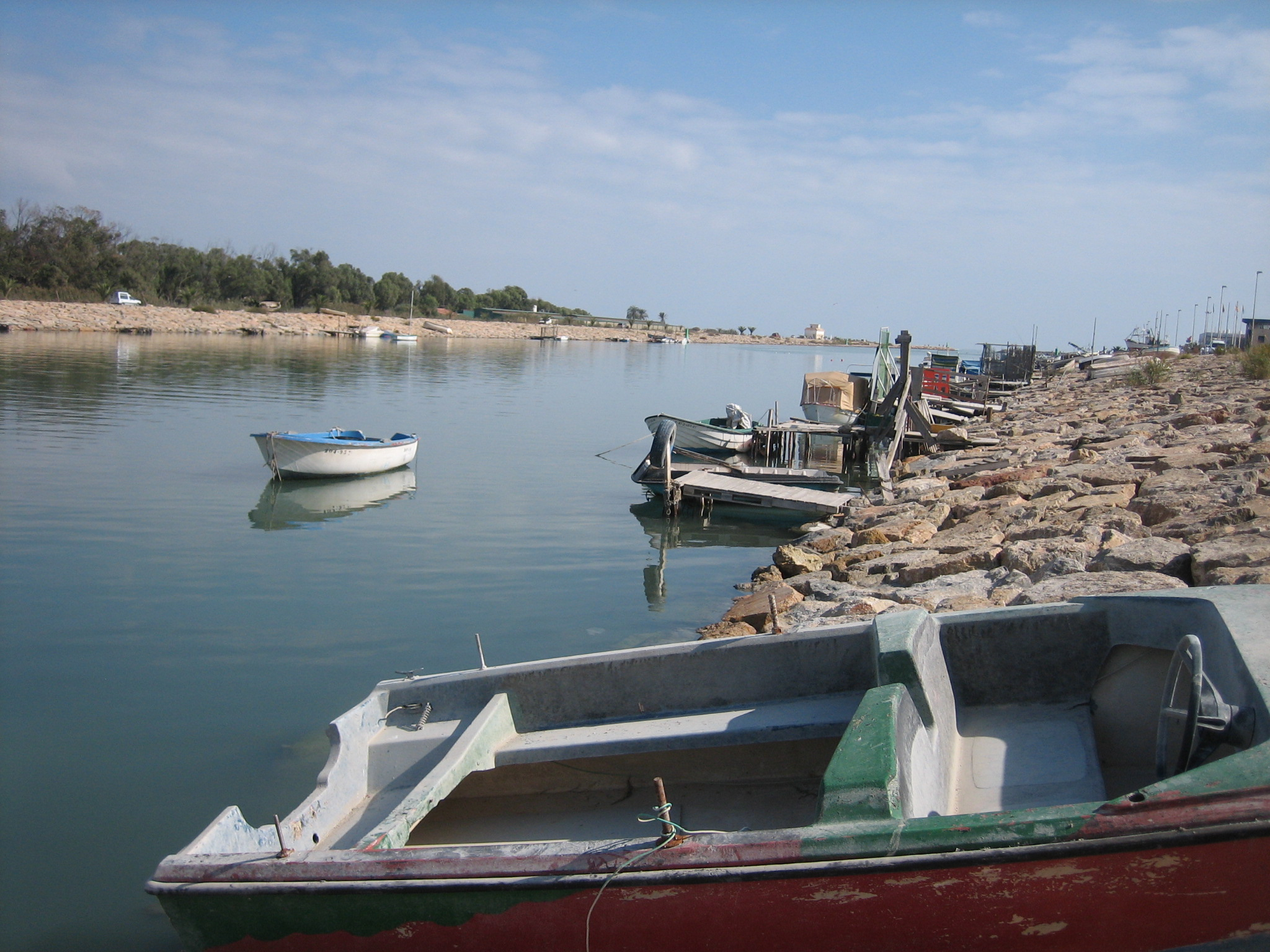
Barche di pescatori
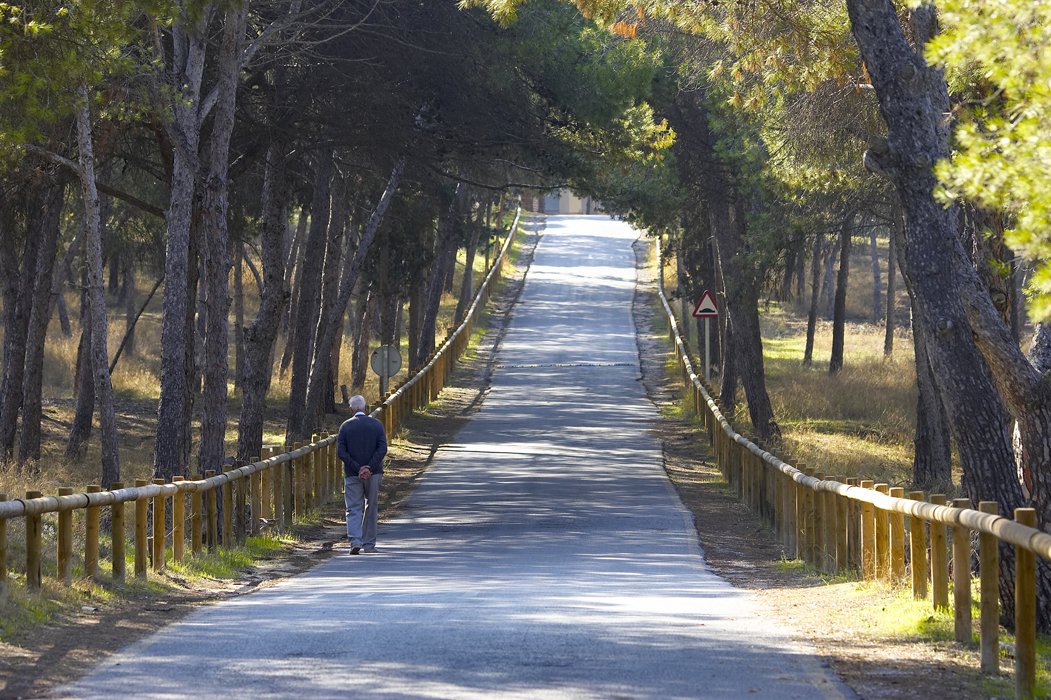
Percorso nella pineta